# HD 158038
HD 158038 — двойная звезда в созвездии Геркулеса на расстоянии приблизительно 310 световых лет (около 95,1 парсек) от Солнца. Видимая звёздная величина звезды — +7,464m. Возраст звезды определён как около 2,5 млрд лет.
Вокруг звезды обращается, как минимум, одна планета.

## Характеристики
Первый компонент — оранжевая звезда спектрального класса K0, или K1IV, или K2III. Масса — около 1,764 солнечной, радиус — около 4,651 солнечного, светимость — около 10,121 солнечной. Эффективная температура — около 4842 K.
Второй компонент — красный карлик спектрального класса M. Масса — около 149,44 юпитерианской (0,1427 солнечной). Удалён в среднем на 1,807 а.е..

## Планетная система
В 2011 году группой астрономов, работающих с данными, полученными в обсерватории Кека, было объявлено об открытии планеты HD 158038 b. Это газовый гигант, обращающийся на расстоянии 1,52 а.е.; год на ней длится приблизительно 521 сутки. Открытие HD 158038 b было совершено методом Доплера.